# Eone
L'eone (eóne) è un'unità geocronologica utilizzata in geologia. È la categoria di rango superiore tra le suddivisioni della scala dei tempi geologici; la categoria di rango immediatamente inferiore è l'era. Il limite tra un eone e il successivo viene posto in corrispondenza di un cambiamento fondamentale nella storia degli organismi viventi.
Gli eoni nella storia della Terra sono quattro: (dal più recente al più antico)
- Fanerozoico (iniziato 545 milioni di anni fa)
- Proterozoico (tra 2500 e 545 milioni di anni fa)
- Archeano o Criptozoico (tra 3800 e 2500 milioni di anni fa)
- Adeano o Azoico (prima di 3800 milioni di anni fa)

Un eone rappresenta il tempo trascorso durante la formazione delle rocce che costituiscono l'eonotema corrispondente. Un eone è normalmente diviso, al suo interno, in numerose ere.
Solo l'eone Adeano, formalizzato solo recentemente nella scala dei tempi geologici,  non è suddiviso in ere (si veda "Perché l'Adeano non è diviso in ere" per una giustificazione approfondita). Inoltre, prima della sua formalizzazione si era soliti utilizzare il termine Precambriano per definire collettivamente gli eoni precedenti al Fanerozoico (il cui primo periodo è appunto il Cambriano).